# Rami Gershon
Rami Gershon (Rishon LeZion, Israel, 12 de agosto de 1988) es un futbolista israelí. Juega de defensa y su equipo es el Maccabi Haifa F. C. de la Liga Premier de Israel.

## Selección nacional
Ha sido internacional con la selección de fútbol de Israel, ha jugado 26 partidos internacionales y ha anotado 2 goles.

## Clubes
| Club                       | País    | Año       |
| -------------------------- | ------- | --------- |
| Hapoel Rishon Lezion F. C. | Israel  | 2008-2009 |
| Standard Lieja             | Bélgica | 2009-2013 |
| K. V. Kortrijk (cedido)    | Bélgica | 2010-2011 |
| Celtic F. C. (cedido)      | Escocia | 2013      |
| Waasland-Beveren           | Bélgica | 2013-2014 |
| K. A. A. Gante             | Bélgica | 2014-2017 |
| Maccabi Haifa F. C.        | Israel  | 2017-     |

## Palmarés

### Títulos nacionales
| Título                    | Club                | País    | Año  |
| ------------------------- | ------------------- | ------- | ---- |
| Premier League de Escocia | Celtic F. C.        | Escocia | 2013 |
| Pro League                | K. A. A. Gante      | Bélgica | 2015 |
| Liga Premier de Israel    | Maccabi Haifa F. C. | Israel  | 2021 |
| Supercopa de Israel       | Maccabi Haifa F. C. | Israel  | 2021 |
| Copa Toto Al              | Maccabi Haifa F. C. | Israel  | 2022 |
| Liga Premier de Israel    | Maccabi Haifa F. C. | Israel  | 2022 |
| Liga Premier de Israel    | Maccabi Haifa F. C. | Israel  | 2023 |
| Supercopa de Israel       | Maccabi Haifa F. C. | Israel  | 2023 |